# 卡西托
卡西托為安哥拉本哥省的首府及城鎮，於1975年之前屬羅安達省，位於首都羅安達東北方60公里處，2010年時有12055人，北方有安哥拉鐵路經過，於2007年，該地成為一個教區所在地。